# Тейлор, Ванесса
Ванесса Тейлор (англ. Vanessa Taylor) — сценарист и теле-продюсер.

## Карьера
Её работы на телевидении включают сериалы «Игра престолов», «Шпионка» (нанята Дж. Дж. Абрамсом), «Любовь вдовца» (нанята Грегом Берланти) и «Скажи мне, что любишь меня». Она также один из создателей сериала «Джек и Бобби».
Тейлор написала сценарий к фильму 2012 года «Весенние надежды», снятого Дэвидом Френкелем с Мерил Стрип, Томми Ли Джонсом и Стивом Кареллом в главных ролях. Карелл сыграл доктора Фелда, «брако-терапевта, который пытается помочь паре возобновить их любовные отношения после 31 года в браке».
Она также стала одним из сценаристов научно-фантастического боевика 2014 года «Дивергент».

## Награды/Номинации
Она была номинирована на «Праймтайм премию Эмми» (Лучший драматический сериал) в 2012 году и на премию «WGA» (Драматический сериал) в 2013 году, обе номинации за сериал «Игра престолов». Она также была номинирована на премию «WIN» в 2012 году за фильм «Весенние надежды».